# Куприянов, Андрей Филимонович
Андре́й Филимо́нович Куприя́нов (1 августа 1901, дер. Голенищево, Смоленская губерния — 20 марта 1943, дер. Большой Монастырёк, Смоленская область) — советский военачальник, генерал-майор (1943).
До войны — заместитель начальника Свердловского пехотного училища. В Великую Отечественную войну командовал: в 1941 году — 48-й курсантской стрелковой бригадой; в 1942—1943 годах — 215-й стрелковой дивизией 30-й армии Калининского фронта.
Участник боёв за Ржев, почитается во Ржеве как освободитель города от немецко-фашистских захватчиков.

## Биография
Родился в деревне Голенищево Смоленской губернии в 1901 году, где и провёл детство. Отец ушёл на войну. Семья голодала. В одиннадцать лет Андрей подался на заработки в Смоленск, устроился на пивоваренный завод.

### Революционные годы и межвоенный период
В 1917 году устроился работать слесарем в трамвайные мастерские, где трудился до конца 1919 года.
В девятнадцать лет Андрей Филимонович принял решение посвятить свою жизнь военной службе и ушёл добровольцем на Советско-польский фронт, где участвовал в боях против пана Пилсудского.
За проявленное мужество в бою и похвальное стремление к учёбе был направлен на обучение в Смоленское пехотное училище, позже поступил в Военную академию имени М. В. Фрунзе.
Окончив академию, по распределению направлен на Урал готовить командирские кадры для Красной армии, в Свердловское пехотное училище.
В 1939 году участвовал в освобождении Западной Белоруссии.

### Начало Великой Отечественной войны
К началу Великой Отечественной войны А. Ф. Куприянов уже полковник, заместитель начальника училища.
На основании приказа № 00105 14 октября 1941 года на базе Свердловского пехотного училища сформирована 48-я курсантская стрелковая бригада (по штату № 04/730-744 на 15 октября 1941 года (4480 чел.)), её командиром назначен Куприянов. К началу 1942 года новообразованное формирование было включено в состав 4-й ударной армии Северо-Западного фронта.
В ходе Торопецко-Холмской операции (январь 1942 года), 48-я курсантская бригада стояла насмерть и была уничтожена почти полностью, прекратив к февралю 1942 года своё существование. Чудом уцелевший полковник плакал, не скрывая слёз, и из госпиталя снова просился на фронт.
В мае 1942 года, в Свердловске, на базе бригады была сформирована 215-я стрелковая дивизия, командование которой вновь поручили Куприянову.

### Битва за Ржев
Когда в середине лета 1942 года дивизия Куприянова прибыла на Калининский фронт (в состав 30-й армии), Битва за Ржев уже миновала первый трагический этап, и линия обороны в этом районе была достаточно стабильной. Шёл второй этап летнего наступления на Ржевский выступ. В первых числах сентября 215-я стрелковая дивизия получила приказ одним стрелковым полком форсировать Волгу возле дома отдыха имени Семашко (запад Ржева), с целью расширения плацдарма у села Знаменского, и наступать западнее Ржева в направлении деревень Гришино, Перхурово, Домашино. Овладев ими, она должна была отрезать пути отхода ржевской группировки врага. Однако неоднократные попытки переправиться на другой берег оказались тщетными. Бойцы или шли на дно, или возвращались в свои траншеи. Существенно расширить правобережный плацдарм не удалось. Тогда задача была изменена. Теперь бойцам было приказано пройти по левому берегу вверх и форсировать Волгу у деревень Строево и Смыково. Но и эта операция была безуспешной. Куприянов видел, как страдают от неудач его солдаты и командиры, как рвутся они в бой, и как нужно им сейчас прямое столкновение с противником, пока не истаяли силы дивизии.
И вот такой момент настал. 20 сентября 1942 года, 215-я дивизия получила приказ наступать непосредственно на Ржев. 24 сентября полки дивизии во главе со своим командиром ворвались на северо-восточную окраину Ржева. Уральцы, ярославцы и ивановцы дрались яростно и исступлённо. Бои в городских кварталах то и дело переходили в рукопашную. По рассказам очевидца (одного из жителей города), в сентябре каждое утро слышалось мощное «Ура!».
Части 215-й дивизии очистили несколько кварталов Ржева, но дальше ни «Куприяновская», ни другие дивизии, наступавшие по их следам, продвинуться не смогли, настолько мощно был укреплён врагом каждый дом, каждый квартал.
Командующий 30-й армией приказал Куприянову закрепить завоёванные рубежи и перейти к обороне. Немцы пытались отрезать нашу городскую группировку. При поддержке танков и артиллерии 2 октября 1942 они повели контрнаступление на всём фронте дивизии, но, встретив упорное сопротивление, вынуждены были откатиться назад.
За год боёв, с зимы 1942 до зимы 1943, фронт дивизии расширился до протяжённости 18 км. 215-я заняла позиции постепенно переведённых из-под Ржева 2-й гвардейской, 375-й, 52-й стрелковых дивизий. В феврале 1943 года 215-я держала фронт на линии кирпичный завод — совхоз «Зеленькино» (северо-восточная окраина Ржева по реке Холынке).
В начале февраля 1943 года, Куприянову было присвоено звание «генерал-майор». В те времена под Ржевом это было очень редким фактом. Тем самым отмечалась его боевая и воинская доблесть, высокий профессиональный уровень командира.
2 марта 1943 года, получив приказ о наступлении, 215-я стрелковая дивизия, при поддержке сил 274-й стрелковой дивизии полковника В. П. Шульги, взяв город в кольцо, решительно вошла в него с трёх направлений: от «Калининских домов» (север, въезд со стороны Калинина), от деревень Хорошево (запад) и Пестриково (юго-восток). С юга им оказывала содействие 371-я стрелковая дивизия генерал-майора Н. Н. Олешева. 3 марта передовые части дивизий соединились на Советской площади (центр Ржева), Куприянов вошёл в город вместе с пехотой, город был взят.

### Из сводки Совинформбюро[7]
«…Несколько дней назад наши войска начали решительный штурм города РЖЕВА. Немцы давно уже превратили город и подступы к нему в сильно укреплённый район. Сегодня, 3 марта, после длительного и ожесточённого боя наши войска овладели РЖЕВОМ.
По неполным данным, ВЗЯТЫ следующие трофеи: танков — 112, орудий разного калибра — 78, паровозов — 35, вагонов — 1.200, складов разных — 5, а также много снарядов, мин, пулемётов, винтовок и другого военного имущества.
Противник оставил на подступах к городу и в самом Ржеве убитыми до 2.000 солдат и офицеров.
Первыми ворвались в город части генерал-майора тов. КУПРИЯНОВА А. Ф., генерал-майора тов. ОЛЕШЕВА H. H. и полковника тов. ШУЛЬГА В. П.»
(Совинформбюро март 1943 г).

### Гибель на родной земле
К 10 марта 215-я дивизия вступила на Смоленскую землю, продолжая непрерывные бои с арьергардными подразделениями отступающего противника.
Штаб дивизии остановился в селе Ново-Лыткино. С утра 20 марта Куприянов провёл в штабе совещание с командирами, а затем отправился на передовую, чтобы подбодрить бойцов. Его последний призыв звучал так: «Давайте ребятки, поднажмём и скорее прогоним фашистов с моей родной Смоленщины». Эти простые слова генерала были доходчивее и сильнее любой агитации.
Под вечер этого дня на одной из фронтовых дорог сошлись части двух дивизий — 215-й генерала Куприянова и 369-й полковника Хазова. Дорога проходила через деревушку Большой Монастырёк, расположенную на высоком холме. Враг молчал. Его арьергардные подразделения укрепились в лесу, в трёх километрах от деревни, и выжидали, когда на высоту выйдет наибольшее количество наших войск.
Уже на закате солнца по деревне неожиданно ударили 20 вражеских батарей. Генерал Куприянов в это время находился в доме, где разместилась оперативная группа штаба его дивизии. После первых выстрелов он выбежал на крыльцо и сразу же был ранен осколком разорвавшегося рядом снаряда. Через несколько мгновений ещё один снаряд угодил в дом, погибли хозяйка дома и четверо офицеров штаба сидевших за столом.
Артналёт закончился через 15 минут. Раненого генерала повезли в медсанбат, но по дороге он скончался.
По распоряжению командарма, Куприянова, как освободителя Ржева, повезли хоронить в этот город.
22 марта, в письме семье генерала, жене — Сарре, детям — Тамаре и Владимиру, командующий 30-й армии генерал-лейтенант В. Я. Колпакчи писал: «Сегодня мы проводили нашего боевого друга к последнему покою. Старинный русский город Ржев, который первыми очистили от фашистской нечисти части товарища Куприянова, стал последней вехой в его жизни. Город будет вечно чтить память о большевистском генерале Андрее Филимоновиче Куприянове. Весь боевой коллектив армии выражает вам свою глубокую скорбь».

## Награды
- Орден Красного Знамени, Указ ВС СССР от 13.10.1942 года. Награда получена в боях за Ржев[8].
- Орден Отечественной войны I степени (посмертно), приказ командующего войсками Западного фронта от 25.03.1943 года № 0392 (в наградном приказе отчество указано — Филиппович)[9].
- Медаль «20 лет Рабоче-Крестьянской Красной Армии», 1938 год[1].

## Память

Надгробная плита на могиле А. Ф. Куприянова

Похоронен в центре Ржева, на «Кургане Славы», рядом с обелиском и вечным огнём. Его имя вписано навечно в летопись Ржева. Для жителей города он стал «человеком-легендой» и почитается как освободитель города от немецко-фашистских захватчиков.
Из десятков генералов и маршалов — участников Ржевской битвы, лишь двое удостоились чести быть увековеченными в названиях ржевских улиц. Оба — командиры стрелковых дивизий 30-й армии: командир 375-й — генерал-майор Н. А. Соколов и командир 215-й — генерал-майор А. Ф. Куприянов.
Улица имени Куприянова берёт начало на живописном берегу великой русской реки и уходит вглубь города параллельно главной улице — Ленина, вплоть до откоса Октябрьской железной дороги на севере.
Имя А. Ф. Куприянова также высечено на стене обелиска освободителям Ржева.